# 耀華玻璃股份有限公司管理委員會
耀華玻璃股份有限公司管理委員會，簡稱耀華管委會，為中華民國政府遷至臺灣後於1952年成立以管理耀華玻璃股份有限公司部分資產的委員會。管委會曾投資過華揚史威靈飛機公司、台翔航太工業、台灣國際造船等公司。

## 歷史概略
1922年，耀華玻璃股份有限公司成立，並於隔年在秦皇島建廠。
1936年，旭硝子承購了比利時方面在耀華玻璃公司的股份，該公司因而改為中日合營。 八年抗戰期間，在耀華玻璃公司工廠所在地由日本勢力控制的情況下，其更多股份被透過收購的形式轉為日資，以利日本勢力攫取利益。
戰後，國民政府接收了日本勢力所持股份，使得耀華玻璃的營運模式轉為官商合辦，其官方與民間持股各佔一半。
中華民國政府遷至臺灣後，雖新購之生產機具在運送途中被改運至臺灣，但耀華玻璃大多的生產設施、總公司資產及大部分民股股東都留在中國大陸，因而無法召開董事會會議或股東會。
1952年8月，耀華玻璃在臺灣的董事及監察人召開董監事聯席會議，決議在經濟部主導下另組「耀華玻璃股份有限公司管理委員會」，由公股及在臺民股參加，共同管理該公司在臺資產。1958年經濟部定訂〈耀華玻璃股份有限公司管理委員會組織規程〉。隨後該管委會以機器作價投資新竹玻璃公司共新臺幣333萬元，並取得其22.2%股權；在賣出新竹玻璃股份後，該管委會的資產價值大幅增加。
後來，在經濟部長李國鼎主導下，該管委會投資了台積電和聯電，並在將持股賣出後賺得新臺幣數十億元。但之後曾傳出管委會之人事安排遭質疑酬庸。
2006年，該管委會名下資產估計約值新臺幣213億元，並被視為中華民國政府的重要財政來源之一，但因長期以來未被列為國營事業，且因而得以避免被立法院等機構監督，遭賴士葆等立法委員強烈批評。對此，兼任管委會主任委員的經濟部次長陳瑞隆表示，該管委會在公司化上十分困難，但可以保證未來審核投資一定審慎、公開、透明。據經濟部書面報告，該管委會時下共計投資34個事業或基金，其中只有10個標的獲利，其餘多為經營困難或必須重整者；當時，該管委會的投資標的主要集中在電子科技、航太、通訊及生化科技等產業。最後立法院做成決議，要求有關單位評估該管委會在治理上比照《國營事業管理法》，在未來其預算、轉投資等皆須受立法院監督。同時陳瑞隆表示，時下已有在臺民股持有者44人向法院申請將該管委會解散清算，該案正由最高行政法院審理中。
2012年，行政院通過《耀華玻璃股份有限公司條例》草案，但最終未通過立法院三讀，導致耀華玻璃問題至今無明確法律解決。

## 外部連結
- 耀華玻璃股份有限公司管理委員會組織規程-全國法規資料庫
- 經濟部主管法規共用系統-法規草案內容-預告「耀華玻璃股份有限公司條例」草案[永久]
- 立法院-耀華玻璃股份有限公司管理委員會108預算. （页面存档备份，存于）